# Zofia Wójcicka-Chylewska
Zofia Wójcicka-Chylewska (ur. 14 maja 1876 w Krakowie, zm. 19 listopada 1963 w Zurychu) – polska pisarka, dramatopisarka i tłumaczka.

## Życiorys
Pochodziła z rodziny aktorskiej. Ojciec, Hipolit Wójcicki, oraz matka, Józefa z Sochaczewskich (zm. 1906 r.), byli artystami teatru miejskiego w Krakowie.  Związana była z teatrem jako autorka dramatów, tłumaczka, deklamator i kierownik artystyczny scen amatorskich. Pracowała jako nauczycielka i aktorka w Krakowie. W latach 1923–1936 była bibliotekarką w Państwowym Zakładzie Higieny w Warszawie. W 1940 wyjechała do Szwajcarii. W swoich dramatach inspirowała się głównie Maurice’em Maeterlinckiem oraz Henrikiem Ibsenem. Jej twórczość określana jest jako nieoryginalna oraz zawierające błędy kompozycyjne.

## Wybrana twórczość
Dramaty:
- Dyletanci (1900)[1]
- Natręt (1901)[1]
- Psyche (1901)[3][5][6]
- Jeszcze wczoraj (1919)[1][2]
- Dyletanci grzechu (1905)[1][2]
- Ewa (1905)[1][2]
- Pani L’Arte (1906)[1]
- Kwiat paproci (1909)[1][2]
- W latarni (1909)[1][2]
- Tam, od Odry (1932)[1]

Powieści:
- Młodzieniec z Sains (1906)[1][2]
- Listy do Pana Boga. Spowiedź grzecznej dziewczynki (1908)[1][2]
- Listy do Ciebie (1911)[1]

Tłumaczyła m.in. dzieła Sudermanna, Courteline’a, Maeterlincka, Bernarda, Hamsuna, D’Annunzia, Bahra, Curela, Mirbeau, Prévosta, Schnitzlera.